# Pastinaca orphanidis
Pastinaca orphanidis är en flockblommig växtart som beskrevs av Calest. Pastinaca orphanidis ingår i släktet palsternackor, och familjen flockblommiga växter. Inga underarter finns listade i Catalogue of Life.